# Clădirea Președinției Republicii Moldova

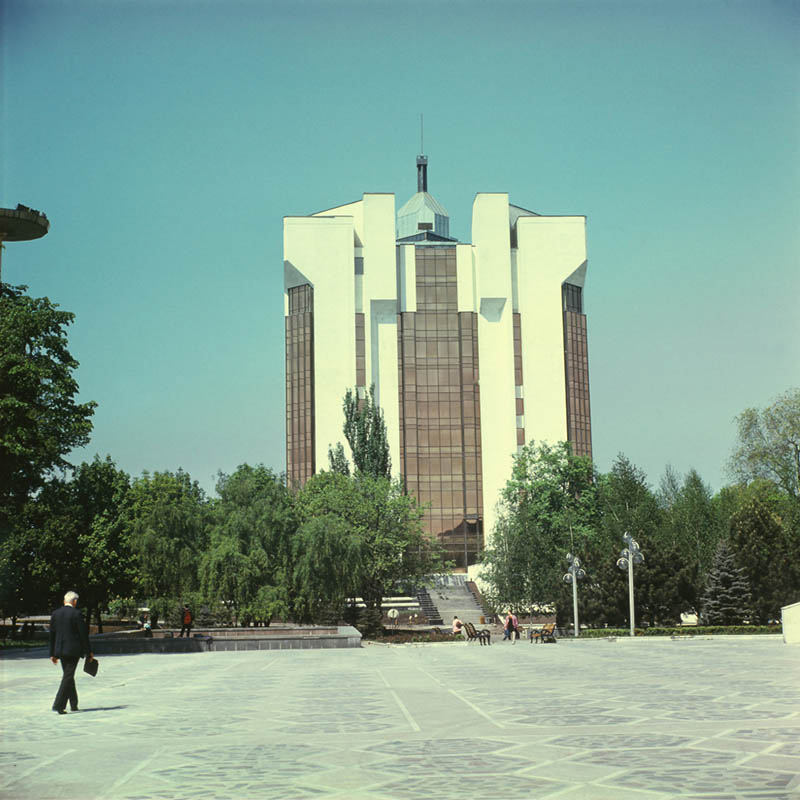
Clădirea în 1993.

Clădirea Președinției Republicii Moldova este o clădire cu destinație administrativă situată pe Bulevardul Ștefan cel Mare din municipiul Chișinău, capitala Republicii Moldova. În prezent, aici se află sediul Aparatului Prezidențial al Republicii Moldova.

### Protestele de la 7 aprilie 2009

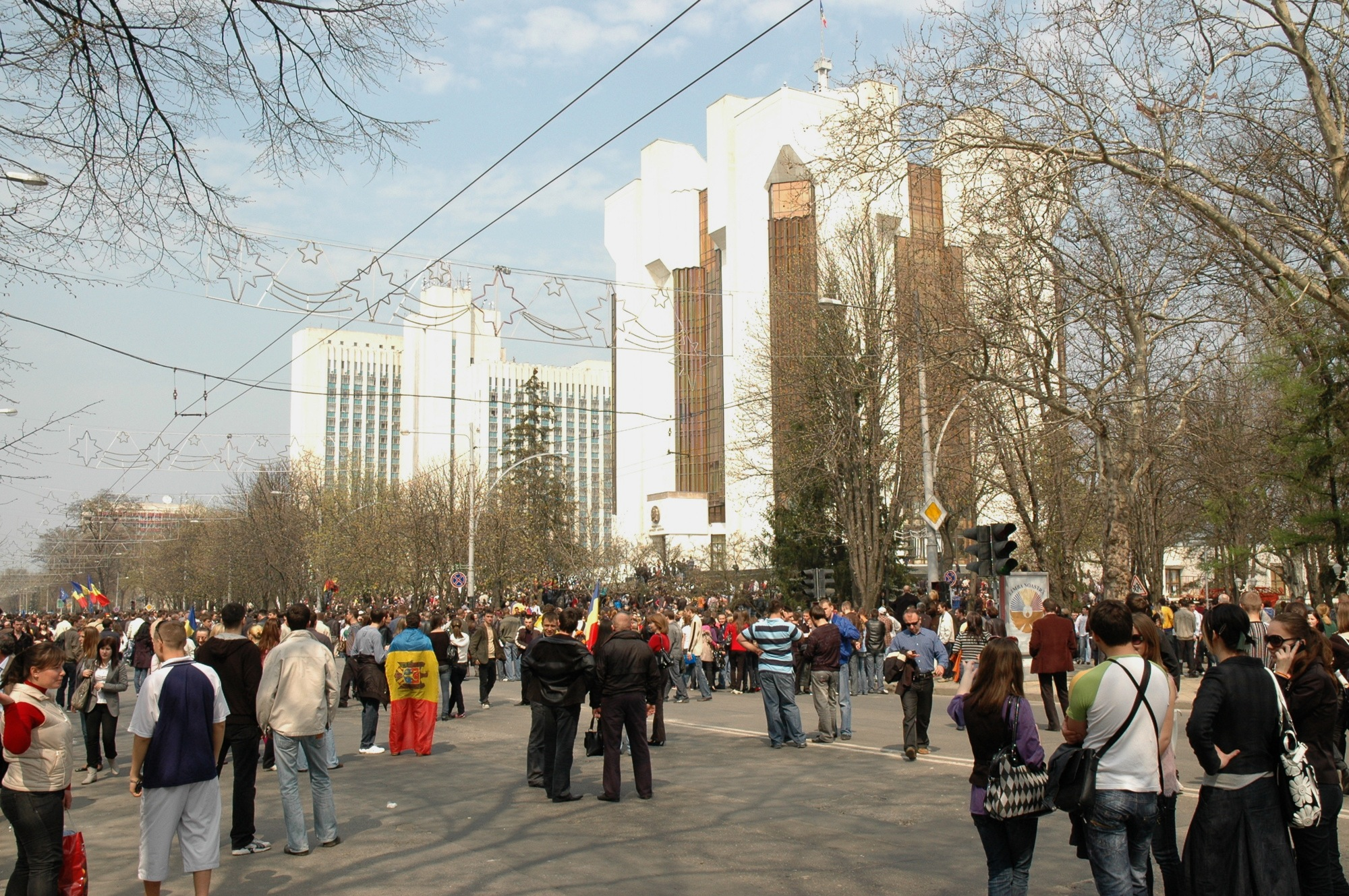
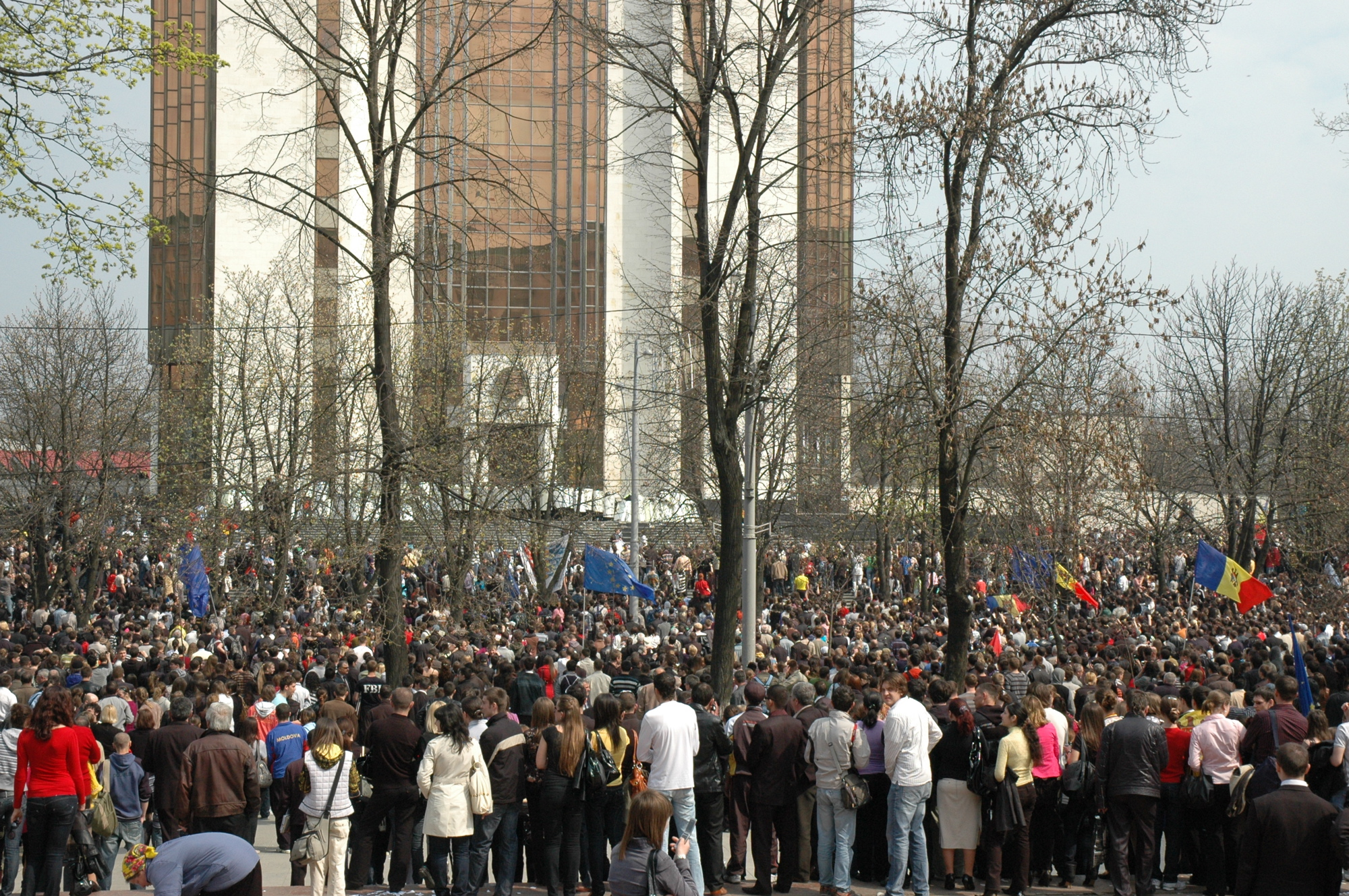
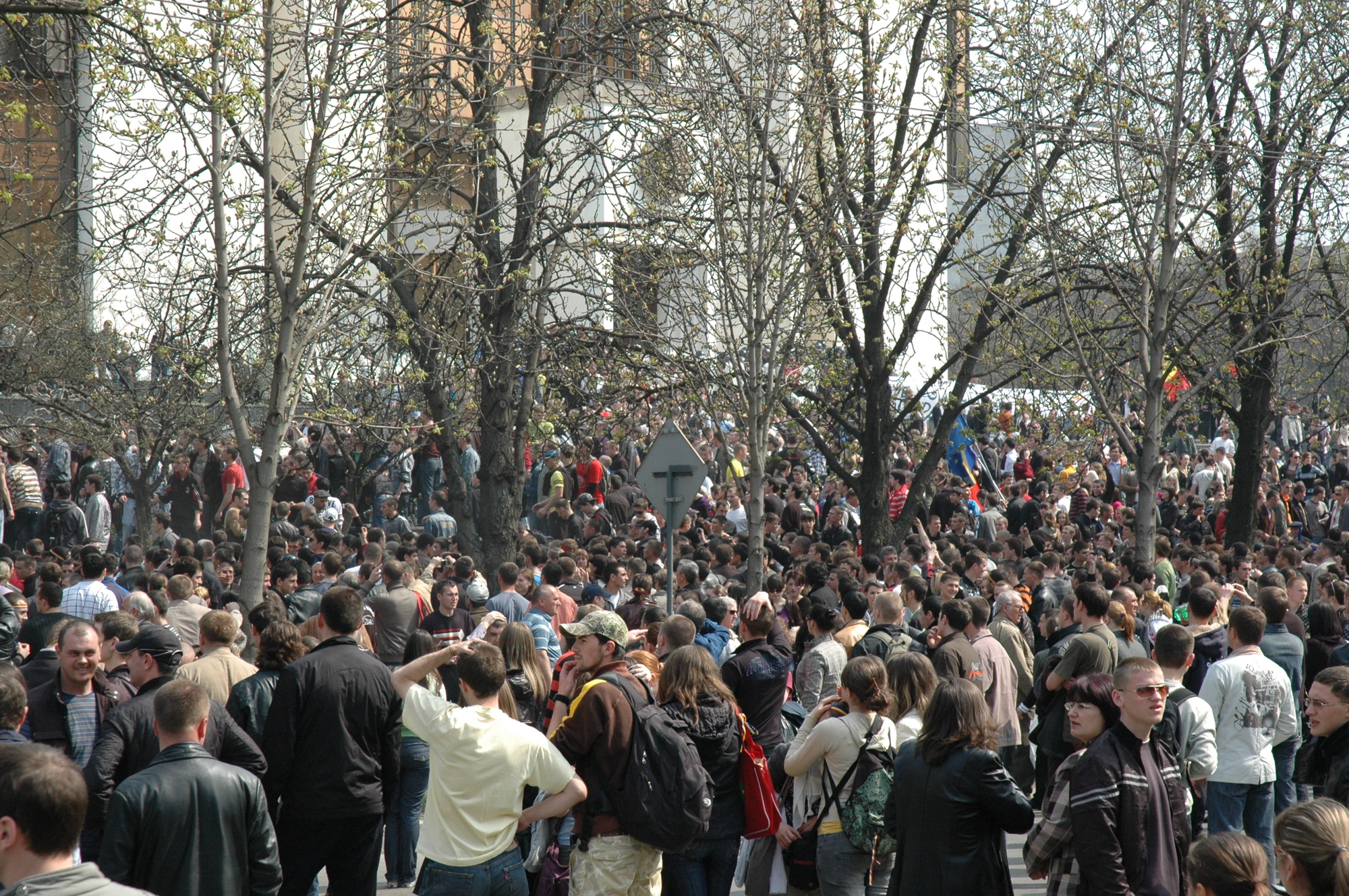
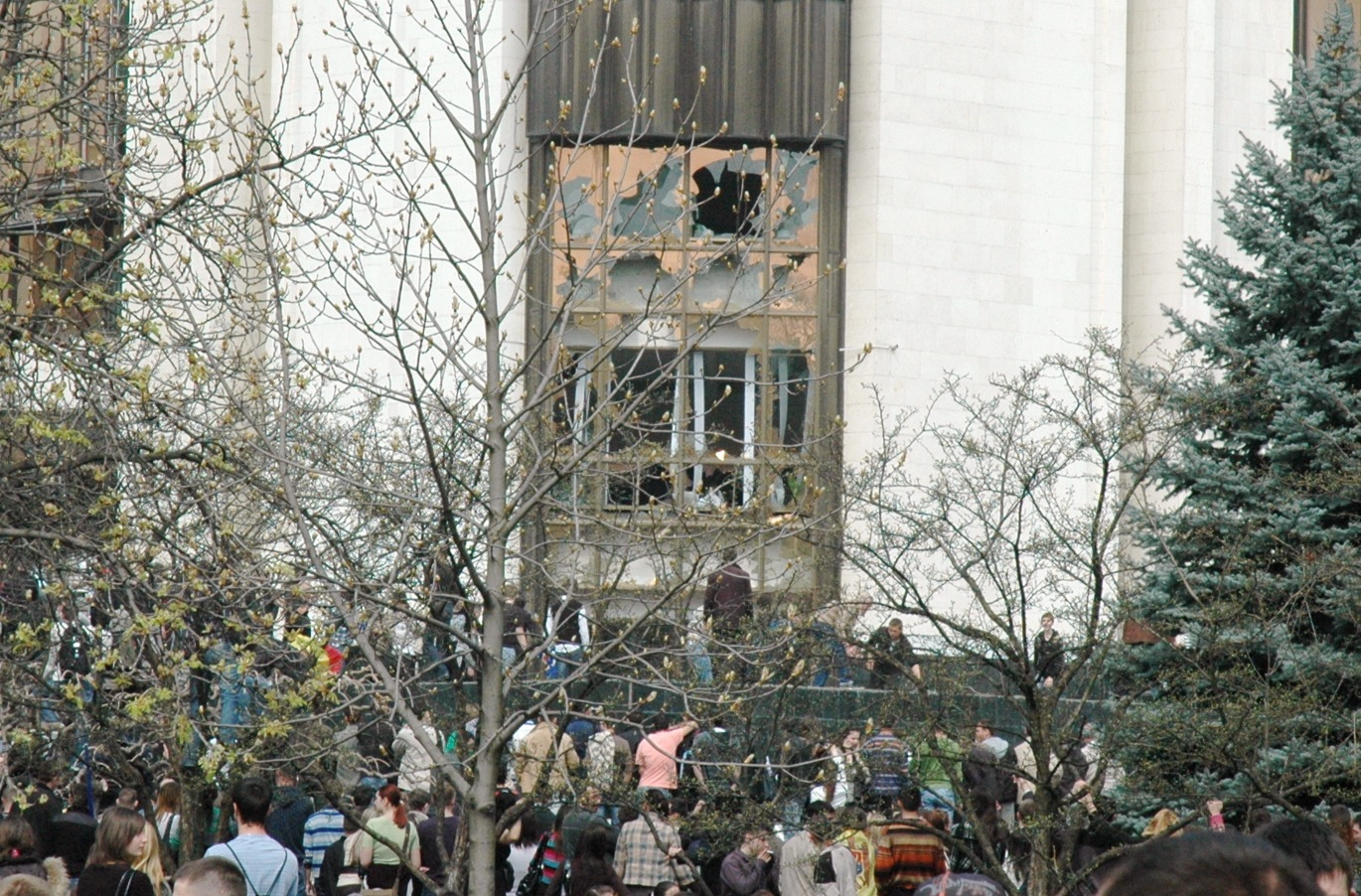

## Istoric
Clădirea care găzduiește în prezent Președinția Republicii Moldova fost construită între anii 1984–1987, avându-i ca autori pe arhitecții Iuri Tumanean, A. Zalțman și V. Iavorski. Proiectată de la început ca edificiu cu profil administrativ cu scopul de a găzdui Sovietul Suprem al RSS Moldovenești, această clădire a fost pregătită la începutul anilor '90 ai secolului al XX-lea, fără modificări esențiale, pentru amplasarea aparatului Președinției Republicii Moldova. 
În timpul protestelor de la 7 aprilie 2009, clădirea Președinției Republicii Moldova a fost devastată de protestatari. Lucrările de reparație au început în 2009 și urmau să fie încheiate în 2012, dar acestea au fost stopate în 2010 din lipsă de fonduri.

## Descriere
Acest edificiu este o construcție turnată în beton armat, fețuită cu plăci de piatră albă și având importante porțiuni acoperite cu sticlă tonată. Nivelul soclului și scările de acces sunt din marmură roșie și neagră. Deasupra portalului central este amplasată stema Republicii Moldova și textul cu denumirea instituției: „Președinția Republicii Moldova”, ambele executate din bronz.
Clădirea Președinției Republicii Moldova este considerată a fi un monument de importanță națională.

## Galerie de imagini

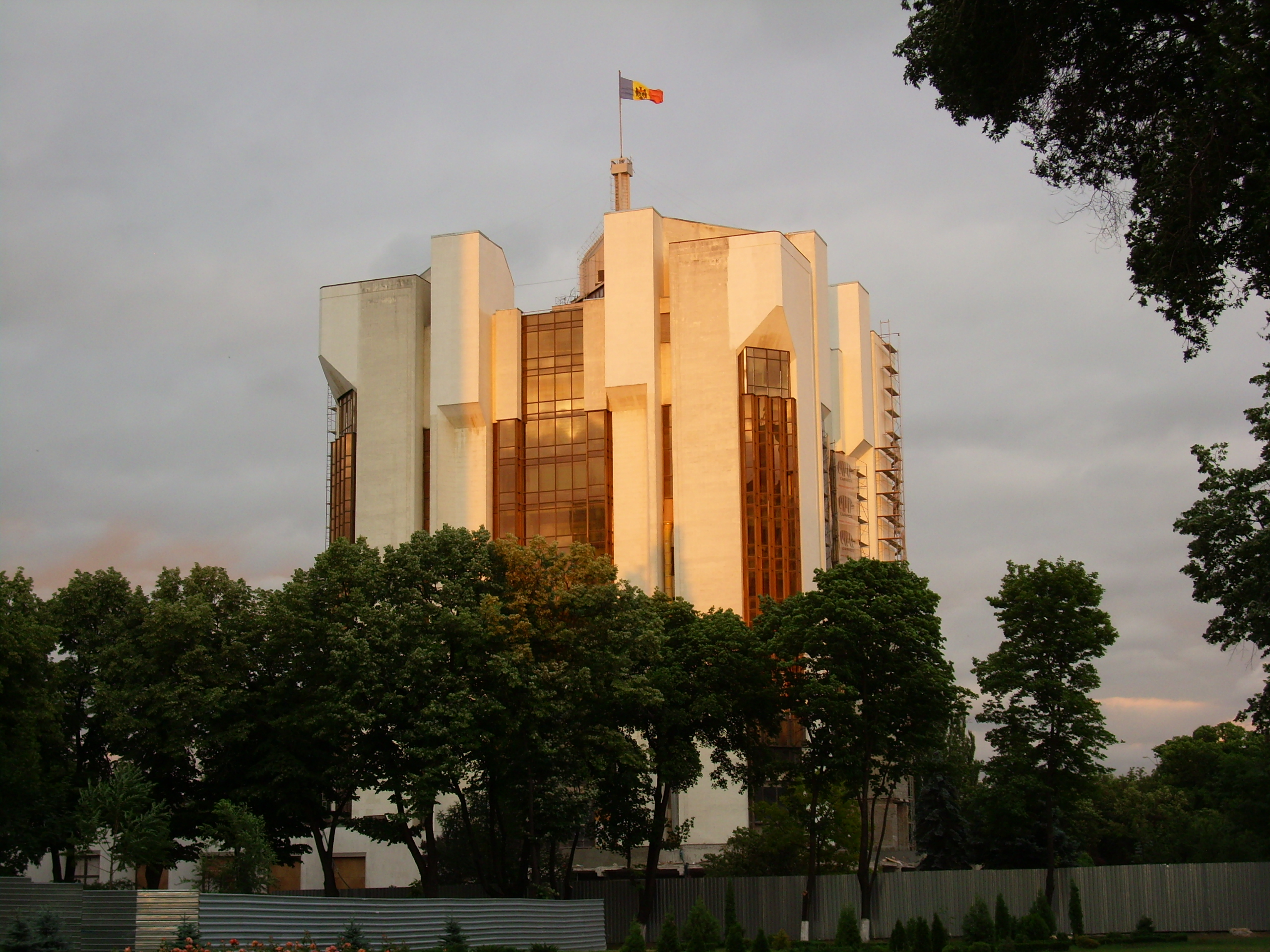
În renovare după protestele din 2009.

### Pe timbre și monede

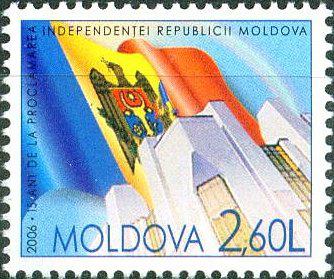
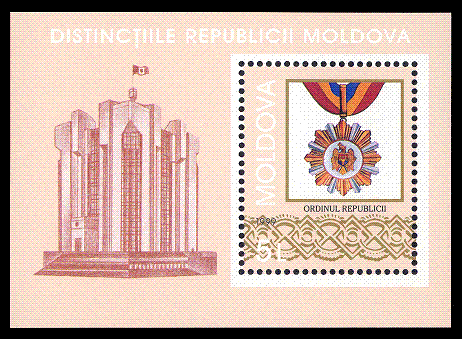
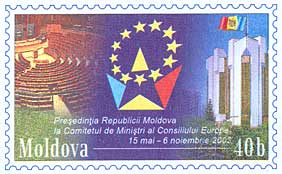
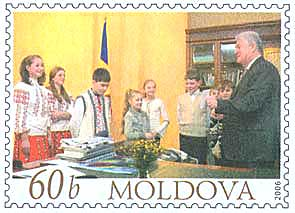
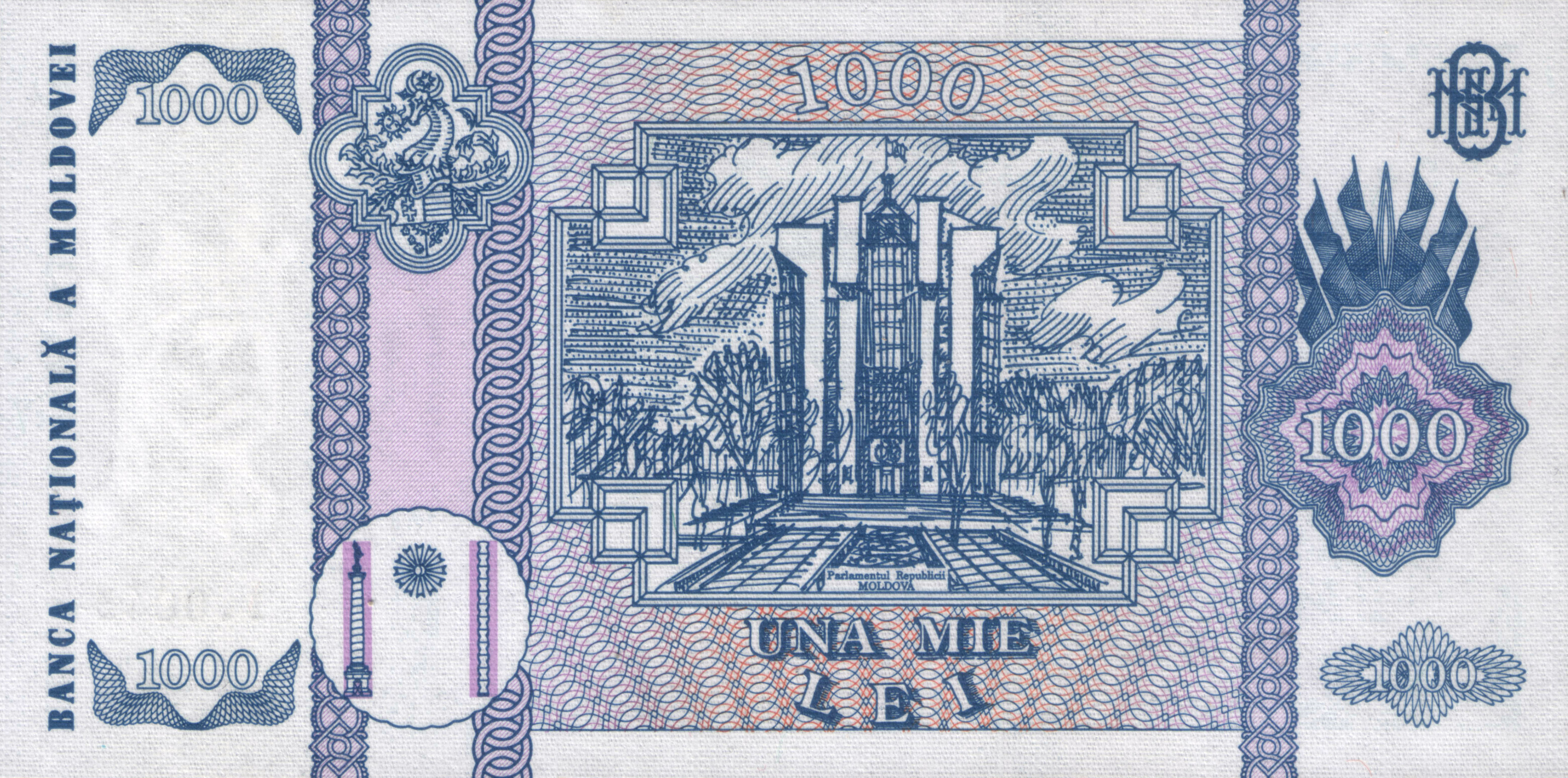
Pe bancnota de 1000 de lei moldovenești.